# Lafresguimont-Saint-Martin
 Lafresguimont-Saint-Martin  es una comuna y población de Francia, en la región de Picardía, departamento de Somme, en el distrito de Amiens y cantón de Hornoy-le-Bourg.
Su población en el censo de 1999 era de 445 habitantes, incluyendo tres communes associées: Montmarquet (166 hab.), Guibermesnil (60 hab.) y Laboissière-Saint-Martin (56 hab.).
Está integrada en la Communauté de communes du Sud-Ouest Amiénois .

## Demografía
| 633 | 604 | 570 | 501 | 470 | 445 |
| Para los censos de 1962 a 1999 la población legal corresponde a la población sin duplicidades (Fuente: INSEE [Consultar]) |     |     |     |     |     |